# Любов сліпа (телешоу)
«Любов сліпа» (англ. Love is Blind) — американське сватальне реаліті-шоу прем'єра 1-го 10-епізодного сезону якого відбулася 13 лютого 2020 року на Netflix.
Netflix продовжило Любов сліпа на другий сезон 24 березня 2020 року.

## Формат
Телешоу слідкує за долею 30 чоловіків та жінок, які сподіваються знайти серед один одного кохання. Впродовж 10 днів чоловіки та жінки зустрічаються у форматі швидких знайомств один з одним у різних «кімнатах», де вони можуть спілкуватися, але не бачитися. Коли рішення прийнято, чоловіки можуть освідчитись жінці яку вони обрали. Після освідчення та першої зустрічі віч-на-віч заручені пари вирушають до романтичного мексиканського курорту у Playa del Carmen. Під час цієї подорожі вони витрачають час на глибше знайомство зі своїми партнерами та з іншими парами, які беруть участь у цьому експерименті.
Після того як пари полишають курорт, заручені пари переїжджають до одного житлового комплексу в Атланті. Перебуваючи у квартирах, усі вони зустрічаються з родинами своїх партнерів та досліджують її умови життя. У день весілля заручені пари проводять весільні церемонії і приймають остаточне рішення біля вівтаря про те, розлучатися чи одружуватися, відповідаючи на питання «Чи любов сліпа?»

## Українське багатоголосе закадрове озвучення
- Олена Бліннікова — Лорен
- Сергій Гутько — Кемерон, Джефф, Нік, Бреннон, Джей Пі, Джиммі, Ґеррет
- Анастасія Павленко — Келлі, Кароліна, Франческа, Ліанна, Занаб, Джоні, Бріттані, Mapicca, Моніка
- Кирило Татарченко — Кенні, Енді, Аарон, Шейн, Коул, Зак, Kpic, Джонні, Нік Ді
- Олександр Солодкий — Марк, Джованні
- Катерина Петрашова — Ембер
- Руслан Драпалюк — Барнетт
- Наталія Калюжна — Джессіка, Алаіна, Наталі
- Юлія Малахова — Даймонт, Аріана, Роза, Маріса, Тіфанні, Даніель, Рейвен, Лора, Моніка
- Тетяна Руда — Ганніна, Алі, Саманта, Шайна, Брітні
- Олександр Шевчук — Карлтон, Джон, Девід, СК, Метью
- Богдан Крепак — Даміан, Кайл
- Ольга Гриськова — LC, Крістен
- Іван Корнієнко — Вестлі, Бардія, Денні
- Валентина Сова — Ебоні, Деб, Міледі, Марсія, Пет, Дебора, Лексі
- Сергій Ладєсов — Рорі, Білл, Оскар
- Володимир Терещук — Тейлор, Раміро, Бен, Румеаль, Батько Клея Тревор
- Дмитро Терещук — Нік Лейчі
- Наталія Задніпровська — Ванесса Лейчі
- Наталія Поліщук — Віккі, Ліз, Габріелла
- Людмила Чиншева — Памела
- Михайло Тишин — Джарретт, Стівен
- Тетяна Зигура — Діпті
- Дарина Муращенко — Меллорі, Міка
- В'ячеслав Хостікоєв — Сальвадор, Метт, Маршал
- Єлизавета Мастаєва — Надія, Сара Енн
- Денис Жупник — Бартіс, Кваме, Клей, Тайлер
- Катерина Буцька — Ненсі, Тіффані, Алія, Ей Ді
- Дарина Муращенко — Колін
- Вікторія Левченко — Іріна, Стейсі, Алекс
- Оксана Гринько — Блісс, Джессіка
- Юлія Шаповал — Челсі
- Олег Грищенко — Пол, Іззі, Тревор
- Кристина Вижу — Джекеліна
- Роман Молодій — Бретт, Уче, Кеннет, Тім
- Марія Єременко — Лідія, Ешлі
- Анна Артем'єва — Тейлор, Еймі, Ханна
- Марина Клодницька — Челсі
- Євген Локтіонов — Джеремі
- Тетяна Злова — Барбара
- Євгеній Лісничий — Лео
- Вікторія Тишкевич — Тейлор
- Максим Самчик — Богдан
- Володимир Гурін — Рамзес

А також: Наталія Надірадзе, Роман Семисал, Світлана Шекера, Марія Яценко, Андрій Єршов, Анна Сєдова, Тамара Морозова, Євген Пашин, Тимофій Масюк, Іван Головко, Михайло Мегедь, Олег Худик, Діана Семенюк, Ростислав Фоменко, Євген Щербань
Реаліті-шоу озвучено українською мовою студією «Так Треба Продакшн» на замовлення компанії Netflix у 2021—2024 роках.
- Режисери озвучення — Анастасія Павленко, Валентина Сова
- Перекладачі — Тетяна Горстка (сезони 1-7), Світлана Петрашова (сезон 1)
- Спеціалісти зі зведення звуку — Олександр Виховський (сезон 1), Дмитро Бойко (сезони 2, 4), Сергій Ваніфатьєв (сезони 3, 5), Дмитро Скриль (сезон 6 серії 1-10, сезон 7 серії 7, 9), Юрій Гелун (сезон 6 серії 11-12, сезон 7 серії 1-2, 5-6, 8), Ігор Грищенко (сезон 7 серії 3-4), Сергій Спащенко (сезон 7 серії 10-12)
- Менеджери проєкту — Ольга Чернявська (сезони 1-3), Сергій Ваніфатьєв (сезон 4), Валерія Антонова (сезони 5-7)